# Sobíšky
Sobíšky (en allemand : Sobischek) est une commune du district de Přerov, dans la région d'Olomouc, en République tchèque. Sa population s'élevait à 156 habitants en 2020.

## Géographie
Sobíšky se trouve à 4 km au nord-est du centre de Lipník nad Bečvou, à 8,5 km au nord-est de Přerov, à 28 km à l'est-sud-est d'Olomouc et à 237 km à l'est-sud-est de Prague.
La commune est limitée par Tršice et Lazníky au nord, par Buk à l'est, par Přerov au sud et à l'ouest, et par Zábeštní Lhota à l'ouest.

## Histoire
La première mention écrite de la localité date de 1275.

## Transports
Par la route, Sobíšky se trouve à 12 km de Lipník nad Bečvou, à 8,5 km de Přerov, à 23 km d'Olomouc, à 47 km de Zlín et à 291 km de Prague.